# برتشين بلاغ
برتشين‌ بلاغ هي قرية في مقاطعة ملكان، إيران. عدد سكان هذه القرية هو 261 في سنة 2006.